# Michael Malice
Michael Krechmer (ukrainisch: Майкл Крехмер; * 12. Juli 1976 in Lwiw, Ukrainische Sozialistische Sowjetrepublik), bekannt als Michael Malice, ist ein ukrainisch-US-amerikanischer Autor, Podcaster und Kolumnist.

## Leben
Michael Malice wurde in Lwiw (damalige Sowjetunion) in eine russischsprachige jüdische Familie geboren. Als er zwei Jahre alt war, zogen seine Eltern mit ihm in die Vereinigten Staaten in das Viertel Bensonhurst in Brooklyn, New York. Sein Vater arbeitete ursprünglich als Kurier und besuchte das Baruch College, um Informatik zu studieren. Später arbeitete er für Merrill Lynch. Malice besuchte die Stuyvesant High School und die Bucknell University, eine Privatuniversität in Lewisburg, Pennsylvania. Malice arbeitete kurzzeitig für Goldman Sachs, bevor er kündigte. Sein pseudonymer Nachname wurde von Spitznamen wie Sid Vicious und Poly Styrene inspiriert, die in der Punk-Bewegung und der kulturellen Bewegung um Andy Warhol üblich waren, zwei Einflüsse, die Malice stark beeinflussten.
Malice begann als Autor und Ghostwriter für verschiedene prominente Persönlichkeiten zu arbeiten. Im Jahr 2014 veröffentlichte er sein erstes allein verfasstes Werk Dear Reader: The Unauthorized Autobiography of Kim Jong Il. Es wurde über Kickstarter finanziert und über Amazons CreateSpace-Programm veröffentlicht. Das Buch ist aus der hypothetischen Ich-Perspektive von Kim Jong-il selbst geschrieben und ist ein satirischer Kommentar dazu, wie er dem nordkoreanischen Volk dargestellt wird. Ein Großteil des Materials basiert auf englischsprachigem Propagandamaterial, das Malice während einer einwöchigen Reise nach Pjöngjang im Jahr 2012 gesammelt hat.
2017 startete Malice seinen eigenen Podcast. Bekanntheit erlangte Malice vor allem durch seine Aktivitäten in den sozialen Medien und Auftritten in den Podcasts und Shows von Personen wie Joe Rogan, Dave Rubin oder Lex Fridman. Malice war Kolumnist des The New York Observer und regelmäßiger Gast des Fox News Channel. Im Jahr 2019 veröffentlichte Malice sein zweites selbstverfasstes Werk: The New Right: A Journey to the Fringe of American Politics. Das Buch ist eine Analyse der amerikanischen Neuen Rechten, die die Ereignisse rund um den Sieg von Donald Trump bei den Präsidentschaftswahlen 2016 kontextualisiert. 2021 veröffentlichte Malice The Anarchist Handbook, eine Sammlung von Essays, welche sich mit der politischen Philosophie des Anarchismus auseinandersetzen.

## Ansichten
Malice identifiziert sich selbst als Anarchist bzw. als Anarchist ohne Adjektive. Er ist auch vom Libertarismus und dem Objektivismus von Ayn Rand beeinflusst. Im Jahr 2014 schrieb er einen Meinungsartikel für The Guardian, in dem er erklärte, warum er nicht wählt. Malice hat sich für die Auflösung der Vereinigten Staaten ausgesprochen.

## Bibliografie
Alleiniger Autor
- Dear Reader. The unauthorized autobiography of Kim Jong Il. Eigenverlag, North Charleston, South Carolina 2014, ISBN 978-1-4952-8325-3 (englisch).
- The new right. A journey to the fringe of American politics. St. Martin’s Press, New York, N.Y. 2019, ISBN 978-1-250-15466-8 (englisch).
- The Anarchist Handbook, Eigenverlag, 2021, ISBN 979-8-7487-1962-9 (englisch).

Als Coautor
- Harvey Pekar, Michael Malice, Gary Dumm: Ego & Hubris. The Michael Malice story. Ballantine Books, New York 2006, ISBN 978-0-345-47939-6 (englisch).
- S. Morgan Friedman, Michael Malice: Overheard in New York. Conversations from the streets, stores, and subways. Roadside Amusements, New York 2006, ISBN 978-0-399-53408-9 (englisch).
- S. Morgan Friedman, Michael Malice: Overheard in the office. Conversations from water coolers, conference rooms, and cubicles. Penguin, New York 2008, ISBN 978-0-399-53391-4 (englisch).
- Matt Hughes, Michael Malice: Made in America. The most dominant champion in UFC history. Simon Spotlight Entertainment, New York 2008, ISBN 978-1-4169-4883-4 (englisch).
- Michael Fazio, Michael Malice: Concierge confidential. St. Martin’s Press, New York 2011, ISBN 978-1-250-00273-0 (englisch).
- D. L. Hughley, Michael Malice: I want you to shut the f#ck up. How the audacity of dopes is ruining America. Crown Archetype, New York 2012, ISBN 978-0-307-98626-9 (englisch).
- John Durant, Michael Malice: The paleo manifesto. Ancient wisdom for lifelong health. Harmony Books, New York 2013, ISBN 978-0-307-88917-1 (englisch).
- D. L. Hughley, Michael Malice: Black man, White House : an oral history of the Obama years. William Morrow, New York, NY 2016, ISBN 978-0-06-239980-9 (englisch).